# Søren Frederiksen (Fußballspieler, 1989)
Søren Frederiksen (* 7. August 1989 in Sønderborg) ist ein dänischer Fußballspieler. Der Stürmer steht aktuell bei Aalborg BK in der dänischen Superliga unter Vertrag.

## Karriere
Frederiksen begann seine Karriere in der Jugend von SUB Sønderborg, bevor er zu Sønderjysk Elitesport wechselte. Dort debütierte er bereits im Alter von 18 Jahren in der Superliga. Im Sommer 2010 unterschrieb Frederiksen einen 3-Jahres-Vertrag beim FC Kopenhagen, der vorsah, ihn für die komplette Saison 2010/11 wieder an seinen alten Klub auszuleihen. Diese Vereinbarung wurde vorzeitig aufgelöst und Frederiksen kehrte im September 2010 zum FC Kopenhagen zurück. Nachdem Frederiksen allerdings nur zweimal für den FCK in der Superliga zum Einsatz gekommen war, einigte man sich im Februar 2011 darauf, ihn abermals an Sønderjysk Elitesport zu verleihen. Auch aufgrund von Verletzungen fiel es Frederiksen schwer, sich in seiner Zeit in Kopenhagen durchzusetzen. Zu Beginn des Jahres 2012 wurde er an den Zweitligisten Vejle BK verliehen, ehe er den FCK im Januar 2013 endgültig verließ und sich dem Ligakonkurrenten Aalborg BK anschloss.